# ملكة جمال الولايات المتحدة الأمريكية 2001
ملكة جمال الولايات المتحدة الأمريكية 2001 (بالإنجليزية: Miss USA 2001)‏ هي مسابقة ملكة جمال الولايات المتحدة الأمريكية الخمسين في تاريخ مسابقة ملكة جمال الولايات المتحدة الأمريكية، منذ انطلاقتها عام 1952، عقدت مسابقة في مركز جينيسيس للمؤتمرات، في غاري، إنديانا في 2 مارس 2001. للمرة الأولى منذ عامين، بعد أن عقدت في برانسون بولاية ميسوري من عام 1999 إلى عام 2000 في أوائل فبراير. في نهاية هذا الحدث تم تتويج كانديس كروغر من تكساس، بمسابقة ملكة جمال الولايات المتحدة الأمريكية 2001 من قبل من قبل ملكة جمال الولايات المتحدة الأمريكية السابقة لينيت كول من تينيسي،
استضاف الحدث ويليام شاتنر للمرة الوحيدة، وقدم التعليق الملون كل من تومي ديفيدسون، وفانيسا مينيلو، وملكة جمال مراهقات الولايات المتحدة الأمريكية 1998 ، ولارا دوتا، ملكة جمال الكون الحاكمة. قدمت الترفيه لارا فابيان وإيفان وجارون ووارن براذرز.

## النتائج

### المراكز النهائية
| النتائج النهائية                          | المتنافسة |
| ----------------------------------------- | --- |
| ملكة جمال الولايات المتحدة الأمريكية 2001 | - تكساس - كانديس كروغر |

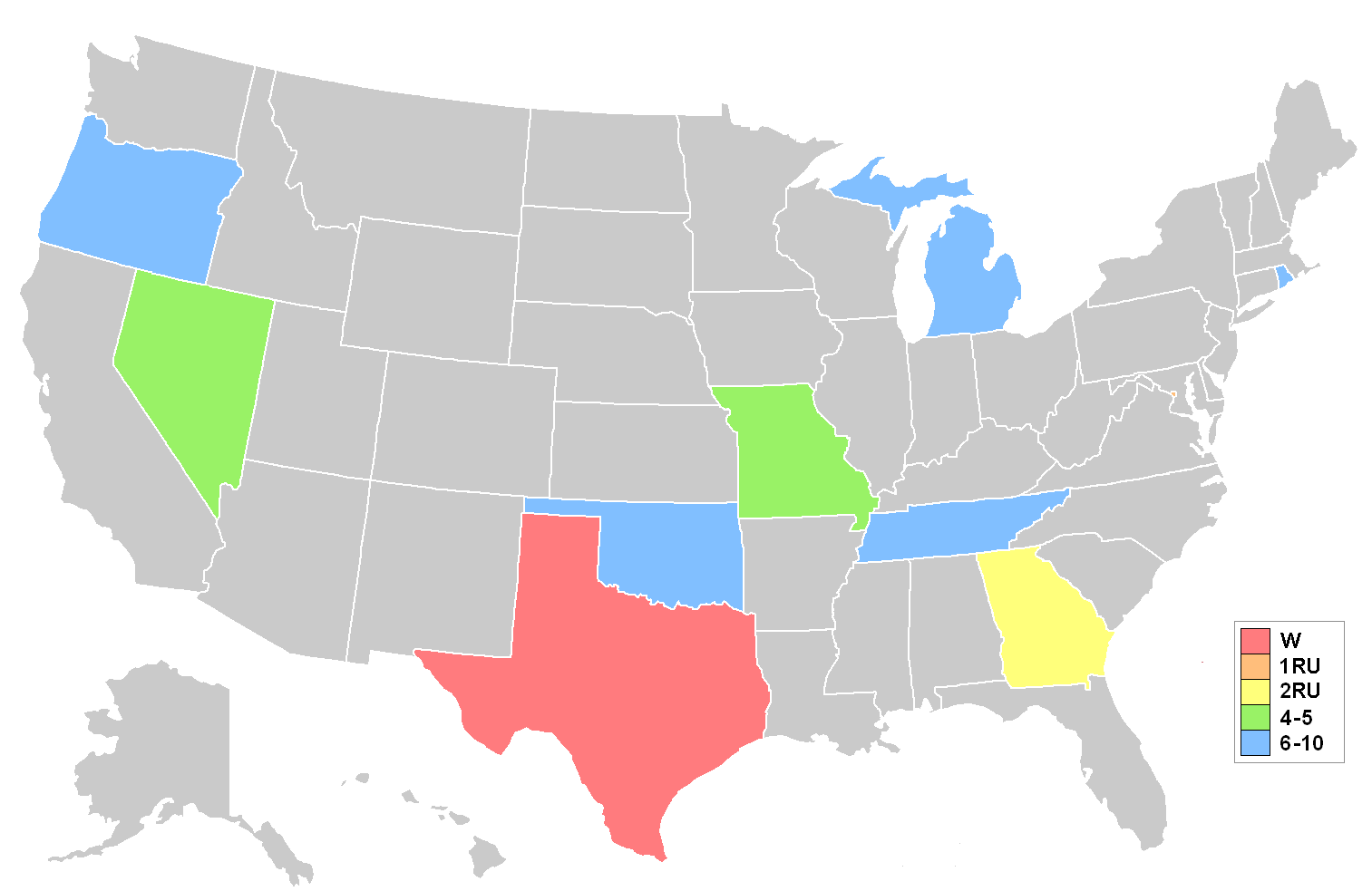
خريطة توضح المراكز حسب الولاية

| الوصيفة الأولى                            | - مقاطعة كولومبيا - ليان أنجوس                                                                                                  |
| الوصيفة الثانية                           | - جورجيا - تيفاني فالون |
| أفضل 5                                    | - ميزوري - لاريسا ميك - نيفادا - جينا جياسينتو                                                                                  |
| أفضل 10                                   | - ميشيغان - كينيا بيل - أوكلاهوما - كورتني فيليبس - أوريغون - إنديا أبرانتي - رود آيلاند - يانيزا الفاريز - تينيسي - ليزا توليت |

### جوائز خاصة
| جائزة                         | متنافسة                               |
| ----------------------------- | ------------------------------------- |
| ملكة جمال اللطافة             | - كارولاينا الشمالية - مونيكا بالومبو |
| ملكة جمال الجاذبية            | - كولورادو - كيت دولاند               |
| جائزة كليرول للغرائز الطبيعية | - ماريلاند - ميغان غونينغ             |

### نتائج المسابقة النهائية
| \| الولاية \| ملابس السباحة \| فستان السهرة \| المتوسط \| نهائي \| \| --------------- \| ------------- \| ------------ \| ------- \| ----- \| \| جورجيا \| 9.10 \| 9.33 \| 9.21 \| 9.45 \| \| تكساس \| 9.38 \| 9.29 \| 9.33 \| 9.37 \| \| مقاطعة كولومبيا \| 9.07 \| 9.21 \| 9.14 \| 9.32 \| \| نيفادا \| 9.26 \| 9.30 \| 9.28 \| 9.16 \| \| ميزوري \| 9.45 \| 9.39 \| 9.42 \| 8.02 \| \| تينيسي \| 9.21 \| 9.04 \| 9.12 \| \| \| ميشيغان \| 8.98 \| 9.10 \| 9.04 \| \| \| أوكلاهوما \| 8.93 \| 9.08 \| 9.00 \| \| \| رود آيلاند \| 8.93 \| 8.92 \| 8.92 \| \| \| أوريغون \| 8.89 \| 8.49 \| 8.69 \| \| | ملكة جمال الولايات المتحدة الأمريكية 2001 الوصيفة الأولى الوصيفة الثانية نهائي |              |         |       |
| الولاية | ملابس السباحة                                                                  | فستان السهرة | المتوسط | نهائي |
| جورجيا | 9.10                                                                           | 9.33         | 9.21    | 9.45  |
| تكساس | 9.38                                                                           | 9.29         | 9.33    | 9.37  |
| مقاطعة كولومبيا | 9.07                                                                           | 9.21         | 9.14    | 9.32  |
| نيفادا | 9.26                                                                           | 9.30         | 9.28    | 9.16  |
| ميزوري | 9.45                                                                           | 9.39         | 9.42    | 8.02  |
| تينيسي | 9.21                                                                           | 9.04         | 9.12    |       |
| ميشيغان | 8.98                                                                           | 9.10         | 9.04    |       |
| أوكلاهوما | 8.93                                                                           | 9.08         | 9.00    |       |
| رود آيلاند | 8.93                                                                           | 8.92         | 8.92    |       |
| أوريغون | 8.89                                                                           | 8.49         | 8.69    |       |

## المتسابقات
- ألاباما - لورا هوفمان
- ألاسكا - إيفيت فرنانديز
- أريزونا - تاشا ديكسون
- أركنساس - جيسي ديفيس
- كاليفورنيا - جنيفر غلوفر
- كولورادو - كاتي دولاند
- كونيتيكت - ايمي فاندرويف
- ديلاوير - ستايسي سميث
- مقاطعة كولومبيا - ليانا انجوس
- فلوريدا - جولي دونالدسون
- جورجيا - تيفاني فالون
- هاواي - كريستي ليونارد
- أيداهو - إليزابيث بارشاس
- إلينوي - ريبيكا أمبروسي
- إنديانا - سارة ماكلاري
- آيوا - كلاريسا كروسي
- كانساس - كريستي نوكس
- كنتاكي - جو بريتشارد
- لويزيانا - هيذر هايدن
- مين - ميليسا بارد
- ميريلاند - ميغان غانينغ
- ماساتشوستس - دانا باول
- ميشيغان - كينيا هوارد[2]
- مينيسوتا - آن كلوزين
- ميسيسيبي - ميلاني فون
- ميزوري - لاريسا ميك
- مونتانا - كياس هاردي
- نبراسكا - سوهوينغ دراكفورد
- نيفادا - جينا جياسينتو
- نيو هامبشاير - ميليسا روبينز
- نيو جيرسي - جينت جوشوا
- نيو مكسيكو - جينيفر ادامز
- نيويورك - ليزا بافلاكيس
- كارولاينا الشمالية - مونيكا بالومبو
- داكوتا الشمالية - ميشيل جوثميلر
- أوهايو - أماندا كناري
- أوكلاهوما - كورتني فيليبس
- أوريغون - إنديا لي أبرانتي
- بنسلفانيا - جينيفر واتكينز
- رود آيلاند - يانيزة الفاريز
- كارولاينا الجنوبية - كانديس ريتشاردز
- داكوتا الجنوبية - بيث لوفرو
- تينيسي - ليزا توليت
- تكساس - كانديس كروغر
- يوتا - تيفاني سيمان
- فيرمونت - كاتي جونسون
- فرجينيا - كريستل جنكينز
- واشنطن - بري ساكاس
- فرجينيا الغربية - كارين لونغ
- ويسكونسن - كاري جو دودج
- وايومنغ - هيذر جاكيلين

## روابط خارجية
- موقع ملكة جمال الولايات المتحدة الأمريكية الرسمي